# Gli amori di Suzanna Andler
Gli amori di Suzanna Andler (Suzanna Andler) è un film del 2021 diretto da Benoît Jacquot, tratto dall'omonima pièce teatrale di Marguerite Duras.

## Trama
Costa Azzurra, anni '60. Suzanna Andler, elegante donna sulla quarantina, è alla ricerca di una villa da affittare per le successive vacanze estive. Un agente immobiliare le propone una bellissima costruzione sulle colline alle spalle di Saint-Tropez, affacciata sul Mediterraneo: una dimora ideale per una famiglia che lui ritiene perfetta, ma donna si affretta a deluderlo precisando di essere una delle donne più tradite di tutta la Costa Azzurra. Da molti anni infatti, il marito Jean, ricco imprenditore che si è servito di lei per tenere a galla la sua attività, intrattiene relazioni con altre donne, alcune delle quali anche conosciute da Suzanna.
Nella sontuosa villa, Suzanna viene raggiunta dal suo giovane amante Michel, giornalista squattrinato, e comincia a fare i conti con sé stessa: costretta a sottostare alle ipocrisie imposte dalle convenzioni sociali, ai suoi doveri di moglie e di madre, a una quotidianità che le è troppo stretta, la donna esprime il suo disperato bisogno di libertà, ma i dialoghi continuano a svolgersi in un intreccio di bugie tra lei, Michel, suo marito Jean (che è anche al corrente della relazione fra i due) e Monique, amica di Suzanna ma anche ex amante di Jean.

## Produzione
Il dramma di Marguerite Duras era già stato oggetto di una trasposizione cinematografica nel 1977 (Baxter, Vera Baxter) diretta (e poi rinnegata) dalla stessa autrice. Jacquot, amico della Duras, si impegnò a girarne una seconda versione, ma il progetto non fu mai realizzato. Quasi trent'anni dopo la sua morte, Jacquot riprende la sua promessa e rende omaggio all'autrice mettendo in scena una pellicola che, nell'intento di rispettare le unità di tempo, di luogo e di azione, risulta alla fine un'opera teatrale più che un film.